# Messerschmitt Me 209
Messerschmitt Me 209 byl jednomotorový závodní letoun navržený k překonávání rychlostních rekordů. Šlo o zcela nové letadlo, jehož označení bylo Messerschmittem používáno jako propagandistický nástroj. Ačkoli bylo letadlo navrženo pouze k překonávání rychlosti, tak se předpokládalo, že jeho název bude spojován se stíhačkou Bf 109, která byla již ve službě.
Označení Me 209 letoun obdržel pro propagandistické účely s cílem způsobovat záměnu s typem Messerschmitt Bf 109, hlavní německou stíhačkou. Označení bylo později znovu použito pro navrhovaného nástupce Bf 109.

## Vývoj

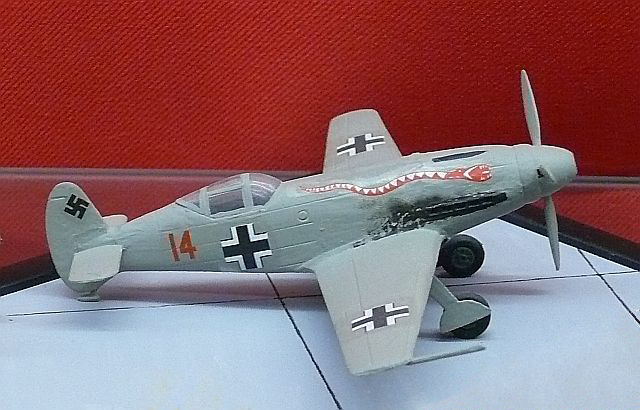
Model letounu Me 209 V4

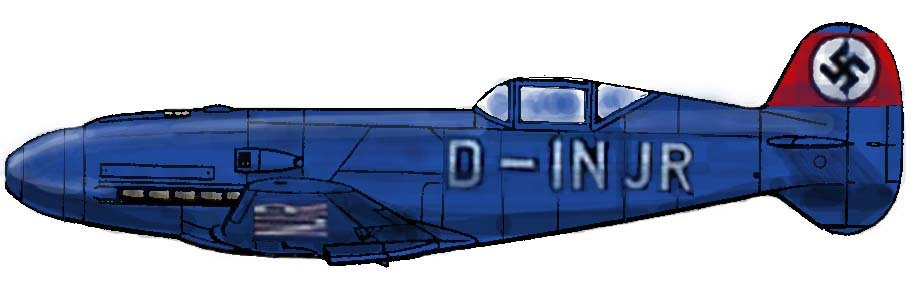
Messerschmitt Me 209 V1

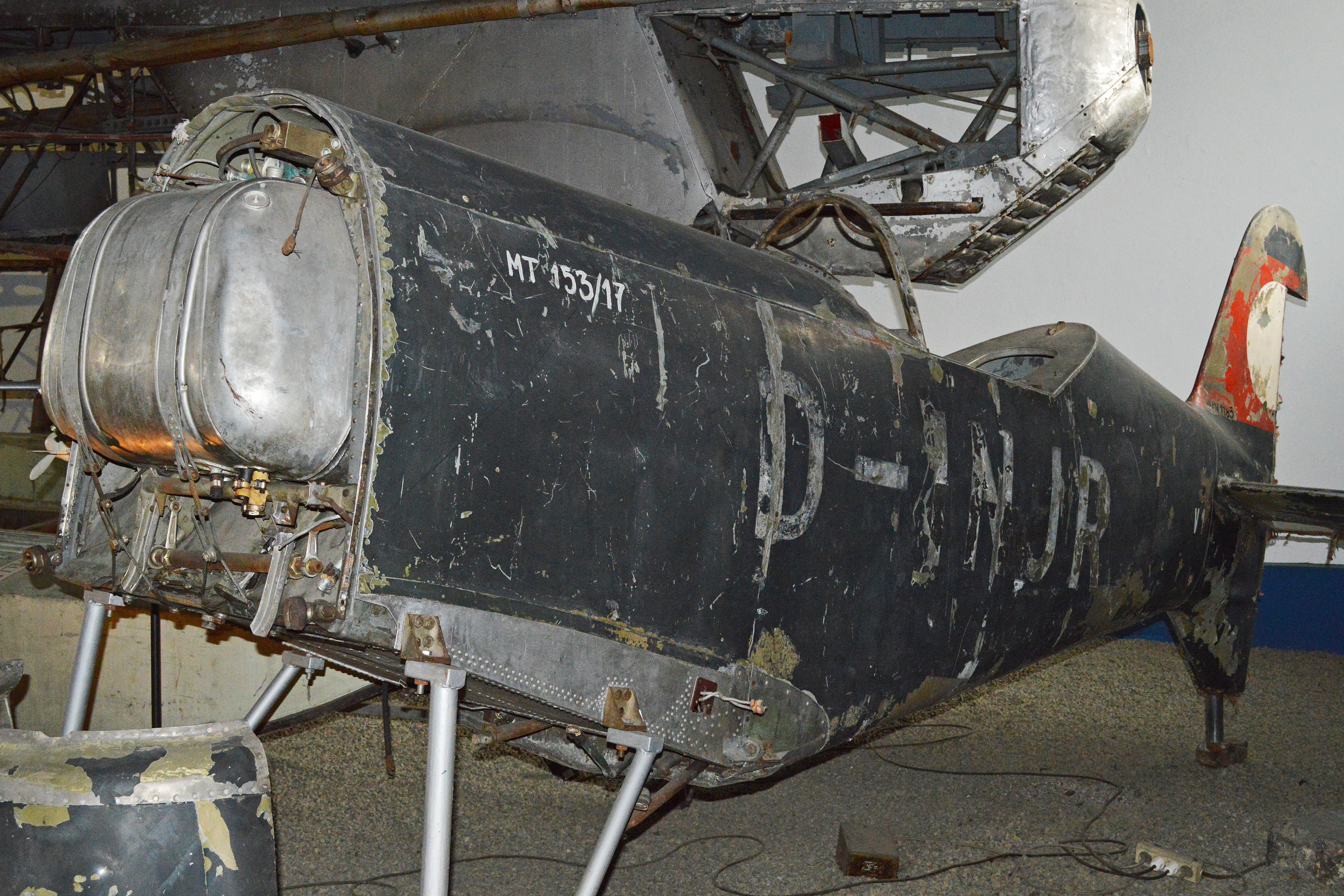
Messerschmitt Me 209 V1 (D-INJR), muzeum polského letectví v Krakově, Polsko

Prototyp Me 209 V1 (Werk-Nr.1185 , D-INJR), dokončený v červnu 1938, dne 26. dubna 1939 skutečně dosáhl světového rychlostního rekordu pilotovaný Flugkapitänem Fritzem Wendelem. Rekord měl hodnotu 755,138 km/h, byl připsán k výročí Hitlerových narozenin a vydržel až do 16. srpna 1969!
Jeho pohon tvořil dvanáctiválcový vidlicový motor Daimler-Benz DB 601 a z důvodu co nejmenší prázdné hmotnosti nenesl prakticky žádné vybavení. První let s tímto letounem vykonal 1. srpna 1938 Dr. Ing. Hermann Wurster z letiště Augsburg-Haunstetten. Krátce po vzletu však musel Wurster přistát pro prudké zvýšení teploty motoru. Několik dalších letů provedených Wendelem potvrdilo četné závady stroje. Pohonná jednotka pracovala nerovnoměrně, nevyhovující chlazení způsobovalo její rychlé přehřátí, výfukové spaliny pronikaly do kabiny a během letu měl Me 209 V1 tendenci k náhlému přechodu do střemhlavého letu. Pro rychlostní let 26. dubna 1939 byl letoun vybaven novým experimentálním motorem Daimler-Benz DB 601 ARJ o maximálním výkonu 1140 kW s možností jeho zvýšení na 1691 kW.
8. února 1939 byl Hermanem Wursterem zalétán Me 209 V2 (Werk-Nr.1186, D-IWAH), avšak většina závad prvního prototypu nebyla odstraněna. Navíc při zkušebním letu 4. dubna 1939 přestal náhle pracovat systém chlazení oleje, což způsobilo zadření motoru. Pilot Wendel nad zemí vybral stroj ze střemhlavého letu a narazil do stromů, ze zničeného prototypu však vyvázl jen s lehkým otřesem.
Třetí prototyp Me 209 V3 (Werk-Nr.1187, D-IVFP) byl zalétán v květnu 1939 a sloužil k intenzivním zkouškám.
12. května 1939 následoval první let Me 209 V4 (Werk-Nr.1188, D-IRND, od roku 1940 CE+WB). Trup shodný s předchozími prototypy již nesl hlavňovou výzbroj v podobě motorového kanónu MG FF ráže 20 mm a dvou kulometů MG 17 ráže 7,92 mm. Hlavní podvozkové nohy byly zkráceny a z důvodu zlepšení letových vlastností byla značně zvětšena svislá ocasní plocha. Letoun byl také vybaven zcela novým lichoběžníkovým křídlem s automatickými sloty na náběžných hranách, jeho rozpětí bylo zvětšeno o 1,49 m než křídlo prototypů V1 až V3. Při prvních letech stroj poháněl standardní motor Daimler-Benz DB 601 A s povrchovým chlazením kapaliny. Tento nedokonalý systém byl zakrátko nahrazen klasickou chladicí soustavou se dvěma chladiči pod křídlem, což ovšem ještě více zhoršilo letové vlastnosti. Pro zlepšení letových parametrů byl v létě 1940 do Me 209 V4 instalován řadový dvanáctiválcový motor chlazený kapalinou Daimler-Benz DB 601 N o vzletovém výkonu 882 kW, chladiče pod křídlem nahradil jeden velký umístěný pod trupem.
Letové vlastnosti těchto rychlostních letadel byly zcela nevyhovující pro bojová letadla, úspěšný nebyl ani pokus o „militarizaci“ čtvrtého prototypu. Při srovnání s řadovým Bf 109F propadl Me 209 V4 ve všech ohledech a tím byl ukončen jeho vývoj.

## Specifikace (Me 209 V1)

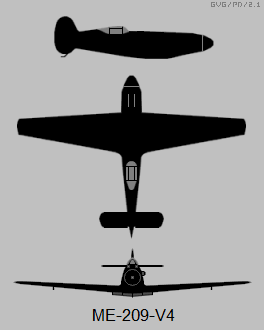
Me 209 V4

### Technické údaje
- Osádka: 1
- Rozpětí: 7,8 m
- Délka: 7,24 m
- Výška: 3,2 m
- Nosná plocha:
- Hmotnost prázdného stroje:
- Maximální vzletová hmotnost:
- Pohonné jednotky: 2× 12válcový vidlicový invertní motor Daimler-Benz DB 601ARJ
- Výkon pohonné jednotky: 1 324 kW (1 775 k)

### Výkony
- Maximální rychlost: 755 km/h